# Blankenburg (Hollande-Méridionale)
Pour les articles homonymes, voir Blankenburg.
Blankenburg est un ancien village néerlandais, sur l'île de Rozenburg, en Hollande-Méridionale.
Il se trouvait au sud-ouest de l'île et comptait 400 habitants et 130 maisons, construites le long des digues. Pour permettre l'extension du port de Rotterdam, les villageois ont été expropriés. Cette opération s'est déroulée en 1960 et 1965. 
À l'emplacement du village se trouve désormais le complexe industrialo-portuaire de Huntsman.
Le groupe rotterdamois The Amazing Stroopwafels a écrit une chanson inspirée par Blankenburg.